# 第30飛行隊 (南アフリカ空軍)
第30飛行隊（だい30ひこうたい、30 Squadron SAAF）は、かつて存在した南アフリカ空軍の飛行隊である。1944年7月10日に設立され、1945年7月15日に廃止。1980年12月8日に再設立され、1991年12月31日に廃止。